# 拦河坝乘降所
拦河坝乘降所是丰沙铁路上的一个小火车站。该站位于河北省张家口市怀来县桑园乡境内。